# 六三法撤廃運動
六三法撤廃運動（ろくさんほうてっぱいうんどう）とは、日本統治時代の台湾においてとられていた台湾総督に「特別統治」の権限を与える法律である、いわゆる「六三法」の撤廃を目指し、台湾を日本の憲法体系に組み入れさせようとする運動である。1918年（大正7年）夏、東京にて林献堂らにより始められた運動である。

## 「六三法」適用下の台湾
1896年（明治29年）3月30日公布された、「台湾ニ施行スヘキ法令ニ関スル法律」明治29年法律第63号は、台湾総督に法律と同等の効力を持つ命令を発布する特権を与え、帝国議会の立法権を行政官にすぎない台湾総督に委任していた。同時に、「台湾総督府法院条例」により、台湾総督は「法院」（裁判所）に対し、管理権と人事権を有していた。このように、台湾総督は、統治地域台湾において、行政、立法、司法の三権を握っていた。「六三法」は、台湾総督による台湾の「特別統治」の根拠となっていた。このため、日本統治下の台湾では、日本の法律が完全には適用されておらず、台湾総督は各種の特別法を制定し、台湾に適用させることができた。たとえば、「台湾住民刑罰令」、「台湾住民治罪令」、「犯罪即決令」、「違警令」、「浮浪者取締規則」等である。「三一法」（「台湾ニ施行スヘキ法令ニ関スル法律」）明治40年第31号法律により、「六三法」は廃止されたが、台湾総督の権原のいくつかが削られただけで、内容は「六三法」と大きな違いはなかった。そのため台湾人留学生たちは、おおざっぱに「三一法」のことを「六三法」と呼んでいた。

## 本運動の経過
1910年代から1920年代の変わり目には、東京の台湾人留学生は、「同化主義」と特別立法統治のどちらかが台湾の利益になるかを真剣に考え、議論した。「同化主義」の実現により、台湾総督の特別立法権原をなくし、憲法の保障する権利と、代議制をはじめとする制度を享受することが可能であると考えられる。日本にいる台湾人留学生の多くもはじめは、「同化主義」のこの側面に賛同し、台湾総督による特別立法に反対して、「六三法撤廃運動」をすすめた。1918年（大正7年）夏、林献堂は東京で、「六三法撤廃期成同盟」を発足させた。この「六三法撤廃期成同盟」が正式に活動しないうちに「六三法撤廃運動」を契機として、同年、東京の台湾人留学生により「啓発会」が組織された。しかし、これら運動は、同年10月29日、台湾総督に田健治郎が就任し、「内地延長主義」を掲げると、苦境に立たされる。「内地延長主義」も、台湾を日本の植民地ではなく、領土とみなし、等しく憲法の統治をうけ、日本の法体系を受け入れるということであり、「同化主義」に属する。しかし、「同化主義」は文化的同化の側面も有しており、台湾独自の歴史、文化、思想、伝統の喪失にもつながる。林呈禄は、この側面を重視し、「六三法撤廃運動」には賛成せず、憲政と民権を求めると同時に台湾の特殊性をも求めるべく、「六三法」の内容を変え、台湾人自治の追及を主張した。台湾人自治のためには、まず議会が必要である。林呈禄のこの主張は、1921年（大正10年）から始まる「台湾議会設置請願運動」につながっていく。本運動を含む日本統治下の台湾人による政治・社会文化活動について